# Grosse Schanze (Bern)

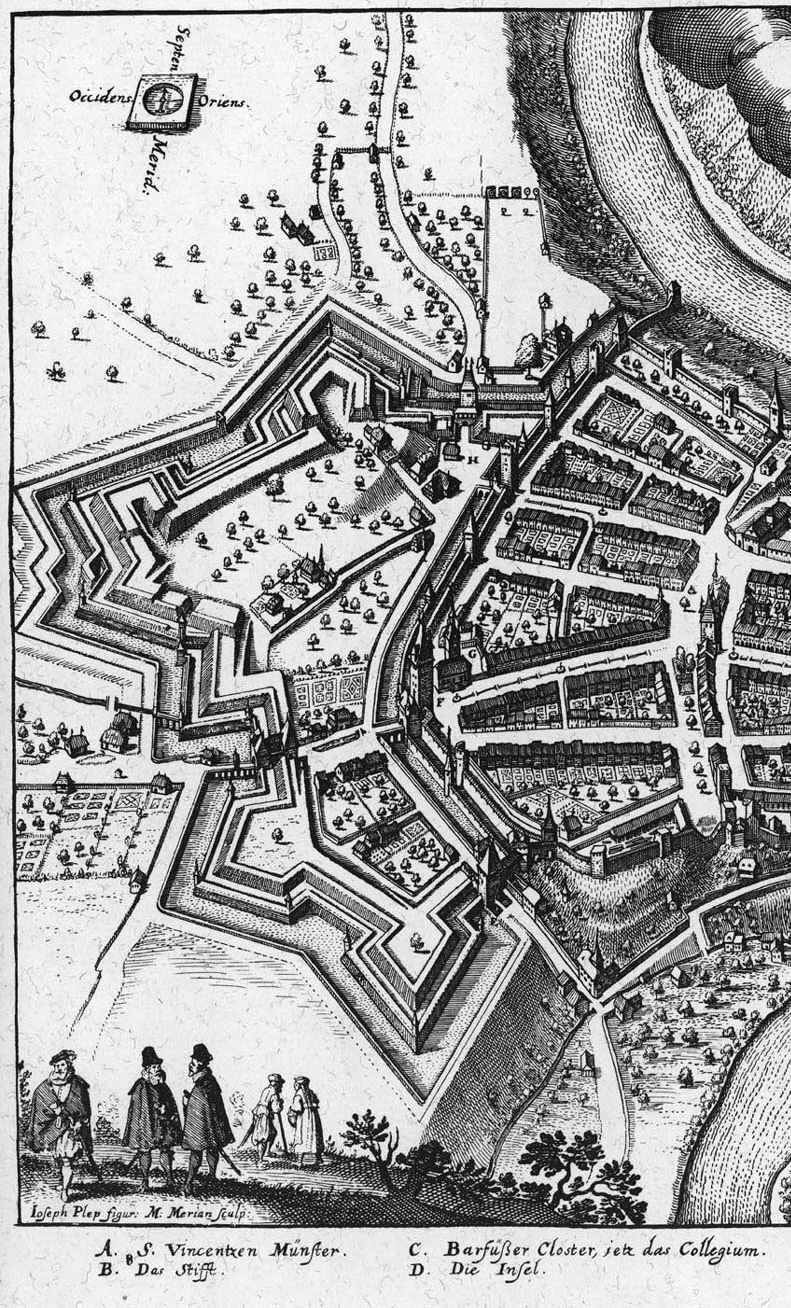
Grosse Schanze (oben) und Kleine Schanze (unterste Bastion) im 17. Jahrhundert

Die Grosse Schanze (auch: Grossi Schanze) ist ein Quartier der Stadt Bern. Es gehört zu den 2011 bernweit festgelegten 114 gebräuchlichen Quartieren und liegt im Stadtteil II Länggasse-Felsenau. Das Gebiet östlich der Schanzenstrasse liegt im statistischen Bezirk Länggasse, das westliche im statistischen Bezirk Stadtbach. Es liegt nördlich oberhalb des Hauptbahnhofs Bern und der Gleisanlagen der SBB. Es grenzt an die Quartiere Donnerbühl/Stadtbach, Alpenegg, Vordere Engehalde und jenseits der Bahnanlagen an die Obere Altstadt. Es wird zum erweiterten Länggassquartier gerechnet.
Im Jahr 2022 lebten im Quartier 5 Einwohner.
Die Grosse Schanze als Bauwerk ist der nördliche Teil des Westabschlusses der 5. Stadtbefestigung von Bern. Sie umfasste ursprünglich 5 polygone Bastionen. Der Bau wurde 1622 begonnen und dauerte etwa 20 Jahre. 1834 bis 1846 wurde sie grösstenteils eingeebnet. 1890 bis 1908 entstand die Promenade, die 1958 bis 1967 mit dem Bau der Parkterrasse neu gestaltet wurde.
Heute befinden sich das Hauptgebäude, das Gebäude der Exakten Wissenschaften, das Gebäude UniH6 und – in der ehemaligen Frauenklinik – das Gebäude UniS der Universität Bern dort, ebenso die Schweizerische Theatersammlung/Schweizer Archiv der Darstellenden Künste, das Staatsarchiv des Kantons Bern und das Berner Obergericht. Im Untergrund befindet sich das Bahnhof-Parking, ein Parkhaus. Auf der Terrasse befindet sich das Restaurant Grosse Schanze.